# Carlo Simonigh
Carlo Simonigh (né le 10 janvier 1936 à Turin et mort le 15 janvier 2014) est un coureur cycliste italien. Il a notamment été champion du monde de poursuite amateur en 1957.

## Palmarès

### Championnats du monde
- Rocourt 1957
  -  Champion du monde de poursuite amateur
- Paris 1958
  -  Médaillé de bronze de la poursuite amateur

### Jeux méditerranéens
- 1959
  -  Médaillé d'or de la poursuite par équipes

### Championnats nationaux
- 1956
  - 2e du championnat d'Italie de poursuite par équipes amateurs
- 1957
  -  Champion d'Italie de poursuite par équipes amateurs (avec Battista Milesi, Bertolazzo et Pepe)
  - 2e du championnat d'Italie de poursuite amateurs